# Area naturale protetta di interesse locale
Le aree naturali protette di interesse locale (ANPIL) sono aree naturali inserite in ambiti territoriali intensamente antropizzati, che necessitano di azioni di conservazione, restauro o ricostituzione delle originarie caratteristiche ambientali e che possono essere oggetto di progetti di sviluppo ecocompatibile.
Le ANPIL sono istituite e gestite in base alla Legge della Regione Toscana n. 49/1995, e sono inserite nella rete di aree protette assieme a parchi regionali e provinciali e riserve naturali. I Comuni o le Comunità montane esercitano le funzioni relative alla gestione delle aree protette di interesse locale.